# القرين (السبرة)

تعديل مصدري - تعديل

القرين هي إحدى قرى عزلة بلادالشعيبي السفلى بمديرية السبرة التابعة لمحافظة إب، بلغ تعداد سكانها 779 نسمة حسب تعداد اليمن لعام 2004.